# JEDEC
JEDEC 半導体技術協会（英: JEDEC Solid State Technology Association）は半導体技術の標準化を行うための Electronic Industries Alliance (EIA) の機関で、電子技術業界のあらゆる領域を代表する事業者団体である。以前は「Joint Electron Device Engineering Council」あるいは「Joint Electron Device Engineering Councils」(電子機器技術評議会)と呼ばれた、

## 起源
JEDECは、EIAとアメリカ電機工業会(NEMA)の、半導体素子の標準規格を創設するための共同事業として1958年に設立された（NEMAは1979年に離脱した)。
JEDECの初期の作業は、60年代に多く出回っていた電子部品の命名規則であった。たとえば、1N4001整流ダイオードや 2N2222トランジスタの部品番号はJEDEC由来のものである。これらの部品番号は今日でもよく用いられている。JEDECは後に集積回路の命名規則も策定したが、こちらは半導体業界から受け入れられなかった。

## 試験手法および製品の標準規格
続いて JEDEC は多数の試験方法 JESD22、および製品の標準規格を策定した。たとえば静電気の警告の記号である線がついた手の記号は JEDEC により発表され世界中で用いられている。すべての JEDEC 標準は登録を行うだけで ウェブサイトから無料でダウンロードできる。
JEDEC は素子間のインターフェイスについての広く用いられている標準規格を発行している。たとえばDDR SDRAM規格を含むコンピュータのメモリー(RAM)のためのJEDEC メモリ規格などである。JEDEC には世界最大規模のコンピュータメーカーを含む 300 以上のメンバーが参加している。

## 電子部品パッケージの図面
また JEDEC は、TO-3, TO-5などのよく知られた電子部品パッケージの図面を多数作成している。これらは JEP-95 の一部として ウェブサイトに掲載されている。最近の話題として、近年の RoHS 指令による鉛の使用禁止により再び問題となったウィスカー を生じない鉛フリーパッケージの開発がある。JEDEC は鉛フリーの問題について意見交換団体で iNemi と共同して作業している。

## 標準規格
JEDEC のオープンな標準規格(関心のあるいかなる企業でも、適用された標準に準拠した製品を自由に製造してよい)の採用は、電子技術の発展に欠かせないものの一つとして機能している。何より、こうした標準規格は異なる電子部品同士を相互に接続することを可能にしている。しかし、JEDEC のメンバーには関連した特許（審査中のものも含めて）公開する義務はない。選ばれた JEDEC の代表企業は、（独占的な情報でない場合には）これらの企業のみが知っている特許や特許の出願書を開示する必要がある。JEDEC の特許についての方針では、特許を含む標準規格は、所有者が JEDEC 標準の特許に関連する書類に署名しない場合には、取り下げとなる。従って、特許の公開に失敗した場合には規格は取り消しとなってしまう。非常にまれなケースだが、特許の所有者が権利を強制的に行使しないか、最低でも所有者が妥当かつ差別的でないライセンスを特許技術に対して提供するという合意の下においてのみ、特許の対象となる標準規格が採用されることがある。

## JEDEC の現在
1999年秋に JEDEC は独立した事業者団体となったが、EIA 連合の中にはとどまっている。新しい組織は 「JEDEC Solid State Technology Association」と呼称する。
1. ↑  §8.2 of the JEDEC Manual of Organization and Procedure (JM21-M), http://www.jedec.org/Home/manuals/JM21L.pdf